# Riksförbundet för Folkmusik och Dans
Riksförbundet för Folkmusik och Dans (RFoD) är en svensk förening inom folkmusik och dans.
RFoD grundades 1981 och har idag ca 19.500 medlemmar över hela landet, varav den största delen är medlemmar i lokala arrangörs- eller folkmusikföreningar. RFoD kopplar samman genrens olika aktörer - musiker, arrangörer, dansare, pedagoger, producenter mm - för att förmera mötesplatserna, stimulera till nya möten och därmed också utveckling av musiken och dansen. RFoD driver även scenen Stallet Folk & Världsmusik i Stockholm samt utvecklingsprojekt, varav det viktigaste är Folk & Världsmusikgalan.